# ソーセージレジェンド
ソーセージレジェンドとはMilk inc.のアクションゲームである。
本作はフォークに刺さったソーセージたちが戦う内容となっており、基本的なルールは対戦型格闘ゲームに近い。タッチのみを操作体系とする本作では、長押しするとゲージが溜まり、ゲージが最大になった状態で指を離すと攻撃力が上がる一方、ソーセージが溜まっている途中で攻撃されるとゲージは0になる。
また、プレイヤーキャラクターは常に自動で動いており、偶然相手の攻撃を回避することもある一方、ゲーム内におけるプレイヤーの行動は攻撃に限られる。
さらに、試合ではコインを手に入れることができ、コインを消費してプレイヤーキャラクターを強化させることができる。
本作にはCPUとの対戦形式であるシングルプレイとマルチプレイがある。このうち、シングルプレイでは4勝するたびにボスが登場する。
一方、マルチプレイではトロフィーの数でランキングを競う内容となっており、トロフィー数が多くなると相手もそれに応じて強くなってくる。

## 制作
本作は、もともと受託開発を行う中でオリジナルのゲームを作ろうという考えを起点に開発された。
その際、開発者はキリン同士の戦いを見て面白いと感じ、これをもとにしたプロトタイプが開発された。
ところが、キリンの戦いを知らない者からは理解されなかったため、よりインパクトのあるキャラクターを求め、その結果、ソーセージがプレイヤーキャラクターに決まった。
パラメーターは、ソーセージの大きさや色、形状をもとに割り振ったうえで、実際にテストしながら調整していった。

## 反響

### 正式開始前の反響
予約サイトにて本作の事前予約を実施した際、下品なコメントが寄せられたことから、開発元は配信できなかったらどうしようと不安だったとメディアとのインタビューの中で振り返っている。

### コラボレーション
2024年のテレビアニメ『VTuberなんだが配信切り忘れたら伝説になってた』では、第1話で本作品が登場する。元々原作のライトノベルにて本作品と類似するゲームが登場するシーンが有り、アニメ化にあたり正式に「特別協力」として関係を結んだ経緯がある。

## ゲームシステム

### システム

#### 体力ゲージ
画面上部にプレイヤーそれぞれのソーセージの残りの体力を示す「体力ゲージ」が存在し、攻撃を他方に当てて体力ゲージを減らし合う。

##### 攻撃の強弱
画面上部の体力ゲージの下に攻撃の強弱を示す「攻撃ゲージ」が存在する。強攻撃はゲージを溜めることで強い攻撃を与えられるがゲージを溜めるのに時間がかかるため隙が
　　多い。弱攻撃は攻撃が弱い代わりに素早く出せるため隙が少ない。